# Shigeo Nagashima
Shigeo Nagashima (長嶋茂雄?, Nagashima Shigeo; Usui (odierna Sakura), 20 febbraio 1936 – Tokyo, 3 giugno 2025) è stato un dirigente sportivo, giocatore di baseball e allenatore di baseball giapponese.
Durante la sua brillante carriera agonistica giocò esclusivamente per gli Yomiuri Giants di Tokyo, di cui fu terza base tra il 1958 ed il 1974. Allenatore di successo con gli stessi Giants, tra il 2002 ed il 2004 gli fu affidata la Nazionale maschile giapponese. Nel 1988 è stato inserito nella Baseball Hall of Fame del Giappone. Nel 2013 gli è stato conferito il People's Honour Award (国民栄誉賞?, Kokumin Eiyoshō), ambito riconoscimento nazionale riconosciuto ogni anno a personaggi dello sport e dell'arte. È attualmente il presidente onorario dei Giants.

## Carriera

### Giocatore

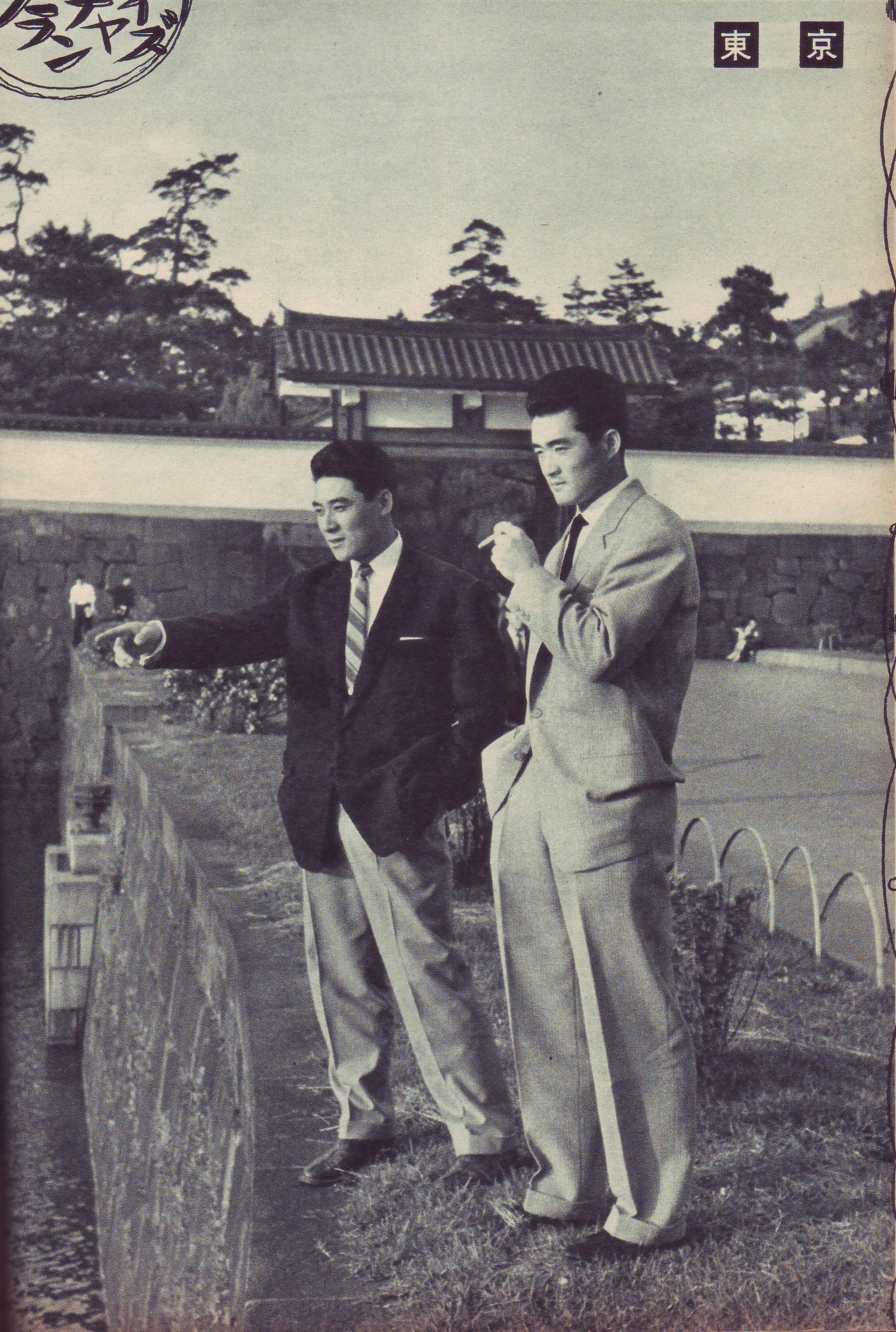
Nagashima e Shojiro Namba, 1959.

Proveniente dall'Università Rikkyo di Tokyo, esordì con i Giants nel 1958 aggiudicandosi il premio di Rookie dell'anno. Con la squadra della capitale disputò 17 stagioni vincendo undici titoli assoluti nelle Japan Series, dei quali 9 consecutivi tra il 1965 e il 1973, e 13 volte la Central League. Entrò ogni anno nella squadra ideale del campionato dall'esordio fino a quando si ritirò al termine della stagione 1974. Disputò inoltre ininterrottamente tutti gli All-Star Game ad eccezione di quello del 1964.
Tra i riconoscimenti individuali, vinse due volte il Golden Globe, istituito nel 1972, il premio come MVP della Central League nel 1961, 1963, 1966, 1968 e 1971; nonché MVP delle Japan Series nel 1963, 1965, 1969 e 1970.

### Allenatore

#### Giants
Nel suo ultimo anno da giocatore, il 1974, gli fu affidato anche il ruolo di allenatore, ricoperto nelle 14 stagioni precedenti da Tetsuharu Kawakami. Rimase alla guida della squadra fino al 1980 e fu licenziato nel corso di quella stagione per gli scarsi risultati ottenuti, giunti dopo il deludente quinto posto dei Giants nel 1979. In queste sei stagioni, la squadra ottenne la vittoria della Central League nel 1976 e 1977.
Negli anni successivi rifiutò le offerte di altri club e tornò con i Giants al termine della stagione 1992, quando la società venne acquistata dall'imprenditore Tsuneo Watanabe. Rimase sulla panchina dei Giants fino al 2001, aggiudicandosi le Japan Series nel 1994 e nel 2000, e la Central League nel 1994, 1996 e 2000.

#### Nazionale
Nel 2002 gli fu affidata la panchina della Nazionale in vista delle Olimpiadi di Atene del 2004. La squadra vinse il Campionato asiatico nel novembre 2003, sconfiggendo tra gli altri i tradizionali rivali sudcoreani. Nagashima fu colpito da un infarto nel marzo del 2004 che lo costrinse a rinunciare ai Giochi Olimpici, dove il Giappone conquistò la medaglia di bronzo.

## Statistiche
| Stagione             | Squadra              | G    | AP   | AB   | R    | H    | 2B  | 3B | HR  | TB   | RBI  | SB  | CS | SH | SF | BB  | IBB | HBP | SO  | DP  | AVG  | OBP  | SLG  | OPS   |
| -------------------- | -------------------- | ---- | ---- | ---- | ---- | ---- | --- | -- | --- | ---- | ---- | --- | -- | -- | -- | --- | --- | --- | --- | --- | ---- | ---- | ---- | ----- |
| 1958                 | Yomiuri Giants       | 130  | 550  | 502  | 89   | 153  | 34  | 8  | 29  | 290  | 92   | 37  | 10 | 1  | 6  | 36  | 15  | 5   | 53  | 3   | .305 | .353 | .578 | .931  |
| 1959                 | Yomiuri Giants       | 124  | 526  | 449  | 88   | 150  | 32  | 6  | 27  | 275  | 82   | 21  | 6  | 0  | 3  | 70  | 17  | 4   | 40  | 9   | .334 | .426 | .612 | 1.038 |
| 1960                 | Yomiuri Giants       | 126  | 524  | 452  | 71   | 151  | 22  | 12 | 16  | 245  | 64   | 31  | 12 | 0  | 2  | 70  | 32  | 0   | 28  | 8   | .334 | .422 | .542 | .964  |
| 1961                 | Yomiuri Giants       | 130  | 543  | 448  | 84   | 158  | 32  | 9  | 28  | 292  | 86   | 14  | 11 | 1  | 5  | 88  | 35  | 1   | 34  | 14  | .353 | .456 | .652 | 1.108 |
| 1962                 | Yomiuri Giants       | 134  | 584  | 525  | 69   | 151  | 38  | 5  | 25  | 274  | 80   | 18  | 7  | 0  | 3  | 51  | 7   | 5   | 61  | 14  | .288 | .354 | .522 | .876  |
| 1963                 | Yomiuri Giants       | 134  | 577  | 478  | 99   | 163  | 28  | 6  | 37  | 314  | 112  | 16  | 3  | 0  | 10 | 86  | 18  | 3   | 30  | 14  | .341 | .437 | .657 | 1.094 |
| 1964                 | Yomiuri Giants       | 133  | 566  | 459  | 81   | 144  | 19  | 6  | 31  | 268  | 90   | 13  | 2  | 0  | 6  | 96  | 15  | 5   | 34  | 8   | .314 | .433 | .584 | 1.017 |
| 1965                 | Yomiuri Giants       | 131  | 560  | 503  | 70   | 151  | 23  | 5  | 17  | 235  | 80   | 2   | 6  | 0  | 5  | 50  | 12  | 2   | 42  | 16  | .300 | .363 | .467 | .830  |
| 1966                 | Yomiuri Giants       | 128  | 543  | 474  | 83   | 163  | 31  | 3  | 26  | 278  | 105  | 14  | 7  | 0  | 8  | 58  | 14  | 3   | 39  | 17  | .344 | .413 | .586 | .999  |
| 1967                 | Yomiuri Giants       | 122  | 515  | 474  | 65   | 134  | 25  | 3  | 19  | 222  | 77   | 2   | 3  | 0  | 3  | 37  | 4   | 1   | 37  | 24  | .283 | .334 | .468 | .802  |
| 1968                 | Yomiuri Giants       | 131  | 569  | 494  | 80   | 157  | 21  | 4  | 39  | 303  | 125  | 8   | 3  | 1  | 5  | 66  | 12  | 3   | 74  | 19  | .318 | .398 | .613 | 1.011 |
| 1969                 | Yomiuri Giants       | 126  | 546  | 502  | 71   | 156  | 23  | 2  | 32  | 279  | 115  | 1   | 1  | 0  | 4  | 38  | 1   | 2   | 58  | 15  | .311 | .359 | .556 | .915  |
| 1970                 | Yomiuri Giants       | 127  | 525  | 476  | 56   | 128  | 22  | 2  | 22  | 220  | 105  | 1   | 2  | 0  | 9  | 40  | 1   | 0   | 52  | 15  | .269 | .320 | .462 | .782  |
| 1971                 | Yomiuri Giants       | 130  | 547  | 485  | 84   | 155  | 21  | 2  | 34  | 282  | 86   | 4   | 3  | 0  | 1  | 59  | 8   | 2   | 45  | 20  | .320 | .395 | .581 | .976  |
| 1972                 | Yomiuri Giants       | 125  | 520  | 448  | 64   | 119  | 17  | 0  | 27  | 217  | 92   | 3   | 2  | 0  | 8  | 63  | 11  | 1   | 34  | 23  | .266 | .352 | .484 | .836  |
| 1973                 | Yomiuri Giants       | 127  | 530  | 483  | 60   | 130  | 14  | 0  | 20  | 204  | 76   | 3   | 2  | 1  | 8  | 37  | 3   | 1   | 35  | 20  | .269 | .318 | .422 | .740  |
| 1974                 | Yomiuri Giants       | 128  | 476  | 442  | 56   | 108  | 16  | 1  | 15  | 171  | 55   | 2   | 1  | 1  | 4  | 24  | 0   | 5   | 33  | 18  | .244 | .288 | .387 | .675  |
| Statistiche：17 anni | Statistiche：17 anni | 2186 | 9201 | 8094 | 1270 | 2471 | 418 | 74 | 444 | 4369 | 1522 | 190 | 81 | 5  | 90 | 969 | 205 | 43  | 729 | 257 | .305 | .379 | .540 | .919  |